# Epicaris
Epicaris (en llatí Epicharis, en grec Ἐπίχαρις) fou una lliberta romana de mala reputació que apareix implicada en la conspiració de Gai Calpurni Pisó contra Neró l'any 65 en la qual també va participar el filòsof Sèneca. Segons Poliè fou l'amant d'un germà de Sèneca i segurament per aquesta connexió va entrar en la conspiració, encara que Tàcit diu desconèixer la manera com hi va participar.
Es va esforçar per tots els mitjans per estimular els conspiradors a dur a terme el seu pla. Però les vacil·lacions i la lentitud de les seves actuacions la va irritar, i cansada d'esperar, va decidir intentar guanyar-se els mariners de la flota de Misenum a la Campània, on vivia. El primer amb qui va parlar en secret va ser Volusi Pròcul, un quiliarca (oficial), encara que sense mencionar cap nom. Aquest va revelar el complot a Neró. Epicaris fou cridada davant l'emperador, però va poder refutar l'acusació, ja que no havia donat cap nom i, per tant, no hi havia cap prova. L'emperador la va deixar sota custòdia.
Més tard, quan la conspiració fou descoberta, Neró la va fer torturar perquè revelés el nom dels seus còmplices, però tot i les horribles tortures a que fou sotmesa no li van poder fer dir res. Després de tres dies, es va produir una pausa a les tortures i quan aquestes es van reiniciar, mentre la portaven en una cadira de rodes a la sala de tortura perquè ja tenia les dues cames trencades, en un descuit va fixar el seu cinturó a les rodes de la cadira i es va suïcidar.
Tàcit diu d'ella que era millor que molts nobles cavallers i senadors que van revelar els noms dels seus còmplices, a vegades parents propers, sense necessitat de tortura.